# Jeremy Crutchley
Jeremy G.G. Crutchley es un actor británico, más conocido por sus numerosas participaciones en el teatro.

## Biografía
Jeremy está casado, toca la guitarra.

## Carrera
En 2006 obtuvo el papel de Solomon, el camarero en la película Ask the Dust, protagonizada por Colin Farrell y Salma Hayek. En 2008 apareció en la película Doomsday, donde interpretó al criminal Richter, un hombre que Eden Sinclair (Rhona Mitra) y el agente John Michaelson (Tom Fairfoot) intentan atrapar, Richter es asesinado por Eden luego de que él le disparara a John.
En 2010 interpretó por primera vez al señor Glockenshpeel más conocido como "The Glock" en la película Spud, mismo papel que interpretó en la segunda parte Spud 2: The Madness Continues en 2013. En 2012 obtuvo un papel secundario en la película Death Race 3: Inferno, donde interpretó al trastornado Psycho; un criminal y conductor de la carrera. En 2014 apareció en la serie estadounidense Black Sails, donde interpreta a Morley, un miembro de la tripulación del barco "Walrus".

## Filmografía
Series de televisión
| Año  | Serie                            | Personaje               | Notas                                     |
| ---- | -------------------------------- | ----------------------- | ----------------------------------------- |
| 2021 | Summer Camp Island               | Rana Guitarrista / Theo | episodios # 5.6 y # 5.11                  |
| 2014 | Black Sails                      | Morley                  | 2 episodios                               |
| 2013 | Marple                           | Ian Fleming             | episodio "A Caribbean Mystery"            |
| 2012 | Leonardo                         | Señor Da Vinci          | episodio "Stupid Cupid"                   |
| 2011 | Women in Love                    | Robert                  | episodio # 1.1                            |
| 2011 | Kidnap and Ransom                | Tom Gallagher           | episodio # 1.3                            |
| 2008 | The Devil's Whore                | Toop                    | episodios # 1.4 - miniserie               |
| 2008 | Crusoe                           | Will Atkins             | 3 episodios                               |
| 2005 | The Triangle                     | Balsam                  | 3 episodios - miniserie                   |
| 2005 | Charlie Jade                     | Mancuso Keyes           | episodio "Devotion"                       |
| 2000 | City Central                     | Marcus                  | episodio "Death Becomes Her"              |
| 1996 | Rhodes                           | Philip "Flippy" Jourdan | 2 episodios - miniserie                   |
| 1995 | Tales of Mystery and Imagination | Roderick Usher          | episodio "The Fall of the House of Usher" |

Película
| Año  | Título                               | Personaje            | Notas                                                                                                  |
| ---- | ------------------------------------ | -------------------- | --- |
| 2014 | Flytrap                              | Jimmy                | junto a Jonathan Erickson Eisley, Jonah Blechman, Gabrielle Stone, Ina-Alice Kopp & Samantha Hale      |
| 2013 | Spud 2: The Madness Continues        | Mr. Glockenshpeel    | junto a Troye Sivan, John Cleese, Genna Blair, Charlbi Dean Kriek & Tom Burne                          |
| 2012 | Death Race 3: Inferno                | Psycho               | junto a Luke Goss, Tanit Phoenix, Dougray Scott, Danny Trejo, Ving Rhames & Langley Kirkwood           |
| 2011 | Retribution                          | Alan Riley           | junto a Joe Mafela, Shoki Mokgapa & Morne Visser                                                       |
| 2010 | Spud                                 | Mr. Glockenshpeel    | junto a John Cleese, Troye Sivan, Jamie Royal, Sven Ruygrok, Tanit Phoenix & Charlbi Dean Kriek        |
| 2009 | Diamonds                             | Michael Sloane       | junto a James Purefoy, Judy Davis, Derek Jacobi, Joanne Kelly & Louise Rose                            |
| 2008 | Lost City Raiders                    | Padre Giacopetti     | junto a James Brolin, Ian Somerhalder, Bettina Zimmermann, Jamie Thomas King & Elodie Frenck           |
| 2008 | Skin                                 | Hugh Johnston        | junto a Sophie Okonedo, Sam Neill, Alice Krige & Tony Kgoroge                                          |
| 2008 | The Scorpion King: Rise of a Warrior | Baldo                | junto a Michael Copon, Karen David, Simon Quarterman, Tom Wu, Andreas Wisniewski & Randy Couture       |
| 2008 | Doomsday                             | Richter              | junto a Rhona Mitra, Bob Hoskins, Alexander Siddig, David O'Hara, Adrian Lester & Karl Thaning         |
| 2008 | The Deal                             | Ian Chadwick         | junto a William H. Macy, Meg Ryan, LL Cool J, Elliott Gould, Jason Ritter & Fiona Glascott             |
| 2007 | Flood                                | Bombero              | junto a Robert Carlyle, Jessalyn Gilsig, Tom Courtenay, Joanne Whalley, David Suchet & Tom Hardy       |
| 2006 | Opération Rainbow Warrior            | Portero              | junto a Alexandra Vandernoot, Yann Sundberg, Aladin Reibel, Jacques Zabor & George Jackos              |
| 2006 | Krakatoa: The Last Days              | Jansen               | junto a Rupert Penry-Jones, Olivia Williams, Kevin McMonagle, Ramon Tikaram & William Miller           |
| 2006 | Ask the Dust                         | Solomon              | junto a Colin Farrell, Salma Hayek, Donald Sutherland, Idina Menzel, Justin Kirk & William Mapother    |
| 2005 | Out on a Limb                        | Ramsey Harrison      | junto a junto a Henry Goodman, Neil Stuke, Julianne White & Hakeem Kae-Kazim                           |
| 2005 | The Poseidon Adventure               | Cyrus Copeland       | junto a Rutger Hauer, Adam Baldwin, Steve Guttenberg, Bryan Brown, C. Thomas Howell & Alex Kingston    |
| 2005 | Lord of War                          | Vendedor de Armas    | junto a Jared Leto, Bridget Moynahan, Ethan Hawke, Eamonn Walker e Ian Holm                            |
| 2005 | Supernova                            | Dr. Joseph Chenislav | junto a Luke Perry, Tia Carrere, Peter Fonda, Lance Henriksen, Emma Samms & Karl Thaning               |
| 2005 | Eine Liebe in Saigon                 | -                    | junto a Désirée Nosbusch, Mehmet Kurtulus, Siegfried Terpoorten, Monica Bleibtreu & Rolf Kanies        |
| 2004 | Forgiveness                          | Padre Dalton         | junto a Arnold Vosloo, Zane Meas, Denise Newman, Quanita Adams & Christo Davids                        |
| 2003 | Red Water                            | Experto en Tiburones | junto a Lou Diamond Phillips, Kristy Swanson, Coolio, Jaimz Woolvett, Rob Boltin & Langley Kirkwood    |
| 2000 | Angels in a Cage                     | Charl                | junto a Sylvaine Strike                                                                                |
| 1997 | Pride of Africa                      | Julian Stodd-Wicks   | junto a Robert Powell, Ashley Hayden, Clive Scott & Nthati Moshesh                                     |
| 1995 | The Mangler                          | Funerario            | junto a Robert Englund, Ted Levine, Daniel Matmor, Todd Jensen & Sean Taylor                           |
| 1994 | A Good Man in Africa                 | Dalmire              | junto a Colin Friels, Sean Connery, John Lithgow, Diana Rigg, Louis Gossett Jr. & Joanne Whalley       |
| 1994 | Trigger Fast                         | Jeb Mallick          | junto a Jürgen Prochnow, Martin Sheen, Corbin Bernsen, Gerard Christopher, Todd Jensen & Walker Brandt |
| 1992 | Jock of the Bushveld                 | Huntyer              | junto a Sean Gallagher, Fay Masterson, Wilson Dunster, Sello Sebotsane & Robert Urich                  |
| 1991 | My Daughter's Keeper                 | Walter Clarke        | junto a Nicholas Guest, Ana Padrão, Jocelyn Broderick & Kelly Westhof                                  |
| 1988 | Journey to the Center of the Earth   | Billy Foul           | junto a Emo Philips, Paul Carafotes, Jaclyn-Rose Lester, Kathy Ireland & Janie du Plessis              |
| 1982 | Safari 3000                          | Equipo Francés       | junto a David Carradine, Stockard Channing, Christopher Lee, Hamilton Camp e Ian Yule                  |

Productor
| Año  | Título  | Notas        |
| ---- | ------- | ------------ |
| 2014 | Flytrap | co-productor |

Teatro
| Año         | Obra                      | Personaje                | Director           | Teatro | Notas                                                                      |
| ----------- | ------------------------- | ------------------------ | ------------------ | ------ | -------------------------------------------------------------------------- |
| 2013        | Sacred Elephant           | El Otro                  | Geoffrey Hyland    | -      | -                                                                          |
| 2012        | Extravaganza!             | EmCee                    | Megan Wilson       | -      | -                                                                          |
| 2009        | I Am My Own Wife          | Charlotte Von Mahlsdorff | Janice Honeyman    | -      | -                                                                          |
| 2008 - 2009 | The Tempest               | Rey Alonso               | Janice Honeyman    | -      | -                                                                          |
| 2008        | The Merchant of Venice    | Shylock                  | Roy Sargeant       | -      | junto a Graham Weir, Clayton Boyd & Tessa Jubber                           |
| 2007        | Doubt                     | Padre Flynn              | Janice Honeyman    | -      | junto a Sandra Prinsloo & Tinarie van Wyk Loots                            |
| 2006        | Betrayal                  | Jerry                    | Lara Foot Newton   | -      | junto a Andrew Buckland & Susan Danford                                    |
| 2006        | Amadeus                   | Jpseph II                | Lara Foot Newton   | -      | -                                                                          |
| 2006        | Twelfth Night             | Malvolio                 | Geoffrey Hyland    | -      | junto a Henri Landon, Nicholas Ellenbogen, Robyn Scott& Astara Mwakalumbwa |
| 2004        | The Dice House            | Dr. Drabble              | Graeme Messer      | -      | -                                                                          |
| 2001        | Stones in his Pockets     | Charlie Conlon           | Marilyn van Reenen | -      | -                                                                          |
| 2001        | The Lady in the Van       | Rufus                    | Rachel Kavanagh    | -      | -                                                                          |
| 2000        | Passing Places            | Serge/Diesel/Tom         | Dominic Hill       | -      | -                                                                          |
| 1998, 1999  | The Last Thrash           | John Cattley             | Dominic Hill       | -      | -                                                                          |
| 1998, 1999  | The Way of the World      | Mirabell                 | Sam Walters        | -      | -                                                                          |
| 1998, 1999  | Court in the Act          | Sargento Poche           | Sam Walters        | -      | -                                                                          |
| 1998, 1999  | Low Flying Aircraft       | Cody                     | Dominic Hill       | -      | -                                                                          |
| 1998, 1999  | The House Among the Stars | Josephat                 | Dominic Hill       | -      | -                                                                          |
| 1998, 1999  | The Cassilis Engagement   | Mayor Warrington         | Auriol Smith       | -      | -                                                                          |
| 1998, 1999  | Sperm Wars                | Matt                     | Sam Walters        | -      | -                                                                          |
| 1998        | Shadow of Doubt           | Don                      | Auriol Smith       | -      | -                                                                          |
| 1994        | The Fan                   | Douglas Breen            | Mark Graham        | -      | -                                                                          |
| 1992        | I Was King                | HRH, Duque de Windsor    | Mark Graham        | -      | -                                                                          |
| 1992        | The Rocky Horrow Show     | Frank n Furter           | Chris Malcolm      | -      | -                                                                          |
| 1989, 1990  | M. Butterfly              | Song Liling              | Robert Whitehead   | -      | -                                                                          |
| 1989        | As You Like It            | Orlando                  | Francois Swart     | -      | -                                                                          |
| 1989        | The Artichoke             | Gibson McFarland         | Terrence Shank     | -      | -                                                                          |
| 1988, 1989  | Sarcophagus               | Bessmertny               | Terrence Shank     | -      | -                                                                          |
| 1985, 1986  | Equus                     | Alan Strang              | Robert Whitehead   | -      | -                                                                          |
| 1985        | The Bacchae               | Pentheus                 | Macolm Purkey      | -      | -                                                                          |
| 1983        | Another Country           | Barclay                  | Nicolas Simmonds   | -      | -                                                                          |
| 1983        | Buried Child              | Vince                    | Lucille Gillwald   | -      | -                                                                          |
| 1980        | Cowboy Mouth              | Slim                     | Charles Comyn      | -      | -                                                                          |
| 1979        | Macbeth                   | Donalbain                | Francois Swart     | -      | -                                                                          |

## Premios y nominaciones
| Año  | Categoría               | Premio                   | Obra/Película          | Resultado |
| ---- | ----------------------- | ------------------------ | ---------------------- | --------- |
| 2013 | Best Actor              | Fleur Du Cap Award       | Sacred Elephant        | Nominado  |
| 2013 | Best Solo               | Fleur Du Cap Award       | Sacred Elephant        | Nominado  |
| 2012 | Best Actor              | S.A.F.T.A Award          | Retribution            | Nominado  |
| 2010 | Best Actor              | Fleur Du Cap Award       | I Am My Own Wife       | Ganó      |
| 2010 | Best Solo Performance   | Fleur Du Cap Award       | I Am My Own Wife       | Ganó      |
| 2009 | Best Actor              | Fleur Du Cap Award       | The Merchant Of Venice | Ganó      |
| 2008 | Best Actor              | Naledi Award             | Doubt                  | Nominado  |
| 2008 | Best Actor              | Fleur Du Cap Award       | Doubt                  | Nominado  |
| 2007 | Best Actor              | Fleur Du Cap Award       | Twelfth Night          | Nominado  |
| 2001 | Best Actor              | Ashanti Award            | Angels in a Cage       | Nominado  |
| 1995 | Best Supporting Actor   | M-Net African Film Award | The Mangler            | Ganó      |
| 1994 | Best Actor              | Fleur Du Cap Award       | I Was King             | Ganó      |
| 1993 | Actor of the Year       | IGI Vita Award           | I Was King             | Ganó      |
| 1993 | Best Actor              | IGI Vita Award           | I Was King             | Ganó      |
| 1990 | Best Actor              | AA/Life Vita Award       | M. Butterfly           | Ganó      |
| 1989 | Best Actor              | Fleur du Cap Award       | Sarcophagus            | Ganó      |
| 1989 | Best Actor              | AA/Life Vita Award       | Sarcophagus            | Ganó      |
| 1989 | Best Comedy Performance | Dalro Award              | The Artichoke          | Nominado  |
| 1988 | Best Performance        | Dalro Award              | Sarcophagus            | Nominado  |
| 1988 | Best Actor              | AA/Life Vita Award       | Sarcophagus            | Ganó      |
| 1988 | Best Language Dubbing   | Artes TV Award           | Strindberg – A Life    | Ganó      |
| 1987 | Best Supporting Actor   | AA/Vita Award            | The Common Pursuit     | Nominado  |
| 1986 | Best Actor              | AA/Vita Award            | The Boys Next Door     | Nominado  |